# نسي نسي
نسي نسي هو ألبوم إستوديو لفنان الراي الجزائري الشاب خالد ومن إنتاج دون واس وفيليب إيديل. يحتوي الألبوم على أغاني نسي نسي والشابة وعبد القادر والتي أصبحت فيما بعد أشهر أغاني خالد وعلاش تعدي التي استعملت في فيلم العنصر الخامس. كل الأغاني مكتوبة بالعربية غير بعض العبارات الفرنسية.
وصل الألبوم شهادة مستوى الذهب حسب الاتحاد الوطني للإنتاج الفونوغرافي. وفي الولايات المتحدة أصدر الألبوم كوهيبا/مانغو/أيلاند/بوليجرام. وفي 2005 رخصت يونيفرسال ميوزك الألبوم في الولايات المتحدة والمملكة المتحدة لتسجيلات وراس.

## الأغاني
كل الأغاني كتبها خالد غير التي كتب أمامها (...).
1. «سربي سربي» – 6:18
2. «قبو» – 4:53
3. «وداعا» (خالد/قاضى مصطفى) – 5:34
4. «الشابة» (خالد/صافي بوتلة) – 5:39
5. «الأجنحة» – 4:54
6. «علاش تعدي» – 4:09
7. «بختة» – 5:11
8. «نسي نسي» (خالد/قاضى مصطفى) – 3:30
9. «الزين أ الزين» – 4:44
10. «عبد القادر» – 6:08
11. «المرسم» – 4:58

## روابط خارجية
- نسي نسي على موقع أول موفي (الإنجليزية)